# سوتوراسيب
سوتوراسيب(Sotorasib)، الذي يُباع تحت الإسمين التجاريين لوماكراس(Lumakras ) و لوميكراس (Lumykras )، هو دواء يستخدم لعلاج سرطان الرئة ذو الخلايا غير الصغيرة (NSCLC).  على وجه التحديد للحالات المتقدمة التي تحتوي على طفرة كيراس و فشلت العلاجات الأخرى.   و يؤخذ عن طريق الفم. 
تشمل الآثار الجانبية الشائعة للدواء على؛ الإسهال و آلام العضلات و العظام و الغثيان و التعب و تلف الكبد و السعال.  قد تشمل الآثار الجانبية الأخرى على مرض الرئة الخلالي.  أما السلامة أثناء الحمل فغير واضحة.  و هو مثبط لعائلة RAS GTPase، و تحديداً طفرة KRAS p.G12C.  
تمت الموافقة على استخدامه الطبي في الولايات المتحدة في عام 2021 و أوروبا في عام 2022.   في المملكة المتحدة، يكلف شهر العلاج هيئة الخدمات الصحية الوطنية حوالي 6900 جنيه إسترليني اعتبارًا من عام 2022.  و يكلف هذا القدر في الولايات المتحدة حوالي 18900 دولار أمريكي. 